# Майкл Брінеґар
Майкл Брінеґар (англ. Michael Brinegar, 15 вересня 1999) — американський плавець.
Учасник Олімпійських Ігор 2020 року.
Призер Чемпіонату світу з водних видів спорту 2019 року.